# Den Særlige Klageret
Den Særlige Klageret er en dansk specialdomstol, der blev oprettet i 1939. Klageretten træffer afgørelser i disciplinære sager vedrørende dommere og andet juridisk personale ansat ved domstolene, herunder også de færøske og grønlandske.
Den Særlige Klageret behandler anmodninger om genoptagelse af straffesager, klager over dommere, andre domstolsjurister og sagkyndige retsmedlemmers opførsel under udøvelsen af deres embedsvirksomhed, kæremål vedrørende udelukkelse af en forsvarer i en straffesag samt sager om afskedigelse af dommere, om afskedigelse og uansøgt forflyttelse af andre domstolsjurister og om afsættelse af medlemmer af Domstolsstyrelsens bestyrelse.
Klageretten er sammensat af en højesteretsdommer, en landsdommer, en byretsdommer, en advokat og "en universitetslærer i retsvidenskab eller anden jurist med særlig videnskabelig uddannelse". Klageretten og Højesteret i København deler lokaler og sekretariat.